# George Gautrey
George Gautrey (19 de enero de 1998) es un deportista neozelandés que compite en vela en la clase Laser. Ganó dos medallas de bronce en el Campeonato Mundial de Laser, en los años 2019 y 2023.

## Palmarés internacional
| \| Campeonato Mundial \| Campeonato Mundial \| Campeonato Mundial \| Campeonato Mundial \| \| Año \| Lugar \| Medalla \| Clase \| \| ------------------ \| ---------------------- \| ------------------ \| ------------------ \| \| 2019 \| Sakaiminato (Japón) \| Medalla de bronce \| Laser \| \| 2023 \| La Haya (Países Bajos) \| Medalla de bronce \| Laser \| |                        |                   |       |
| Campeonato Mundial |                        |                   |       |
| Año | Lugar                  | Medalla           | Clase |
| 2019 | Sakaiminato (Japón)    | Medalla de bronce | Laser |
| 2023 | La Haya (Países Bajos) | Medalla de bronce | Laser |